# Дуглас Секейра
Дуглас Естебан Секейра Солано (ісп. Douglas Esteban Sequeira Solano, нар. 23 серпня 1977, Сан-Хосе, Коста-Рика) — колишній костариканський футболіст, грав на позиціях захисника та півзахисника.
Виступав, зокрема, за клуб «Сапрісса», а також національну збірну Коста-Рики.

## Клубна кар'єра
У дорослому футболі дебютував 1995 року виступами за команду клубу «Сапрісса», в якій провів десять сезонів.
Згодом з 1997 по 2009 рік грав у складі команд клубів «Феєнорд», «Карлсруе СК», «Чівас США», «Реал Солт-Лейк» та «Тромсе».
До складу клубу «Сапрісса» повернувся 2009 року. Відіграв за команду з коста-риканської столиці 115 матчів в національному чемпіонаті, після чого 2013 року вирішив завершити ігрову кар'єру.

## Виступи за збірні
1997 року залучався до складу молодіжної збірної Коста-Рики.
1999 року дебютував в офіційних матчах у складі національної збірної Коста-Рики. Наразі провів у формі головної команди країни 42 матчі, забивши 2 голи.
У складі збірної був учасником розіграшу Кубка Америки 2004 року у Перу, розіграшу Золотого кубка КОНКАКАФ 2005 року у США, чемпіонату світу 2006 року у Німеччині.

## Титули і досягнення
- Переможець Центральноамериканських ігор: 1997
- Бронзовий призер Ігор Центральної Америки та Карибського басейну: 1998
- Переможець Кубка центральноамериканських націй: 2005